# 9th Street (PATH)
9th Street is een station van het PATH-spoorwegnetwerk in New York. Het station ligt onder het kruispunt van West 9th Street, Christopher Street en Sixth Avenue (officieel Avenue of the Americas) in de wijk Greenwich Village tussen Lower Manhattan en Midtown Manhattan en wordt bediend door de lijnen Journal Square-33rd Street en Hoboken-33rd Street op weekdagen en de lijn Journal Square-33rd Street (via Hoboken) in het weekend.
De twee sporen zijn bereikbaar langs een eilandperron. Er zijn geen metrostations in de directe omgeving van dit PATH station, enkel twee stations op enkele honderden meters afstand. Wel ligt vlak naast en onder het station de lokale en express sporen van de Sixth Avenue Line waar respectievelijk de metrolijnen F en M, en B en D het station voorbij rijden.
In de buurt van het station bevindt zich onder meer The New School, de Jefferson Market Library, de hoofdcampus van de New York University en Washington Square Park.

## Geschiedenis
Graafwerken voor het station, aangevat in 1900, waren moeilijk, door de aanwezigheid van drijfzand en de onmogelijkheid Sixth Avenue open te breken om de verkeersstroom niet te onderbreken. De bovenliggende bedding van de Minetta Creek, weliswaar in de 19e eeuw ondergronds gekanaliseerd maar nog aanwezig compliceerde de constructie. Het is tot heden onduidelijk of alle ondergrondse waterstromen van het voormalig riviertje zijn stilgelegd of niet.
Het station werd ingehuldigd als een station van de Hudson and Manhattan Railroad op 25 februari 1908. Via de Uptown Hudson Tubes onder de Hudson bood het een verbinding met de New Yorkse voorsteden in New Jersey. 
Het station kende een zeer drukke toeloop tussen 2001 en 2003, tussen de vernietiging van het PATH station aan het World Trade Center en de heropening van een voorlopig nieuw PATH station op die site.  De gemiddelde passagiersaantallen waren in deze periode met meer dan 3 miljoen gebruikers per jaar het dubbele van wat voor en na deze periode normaal was in dit station.

## Galerij

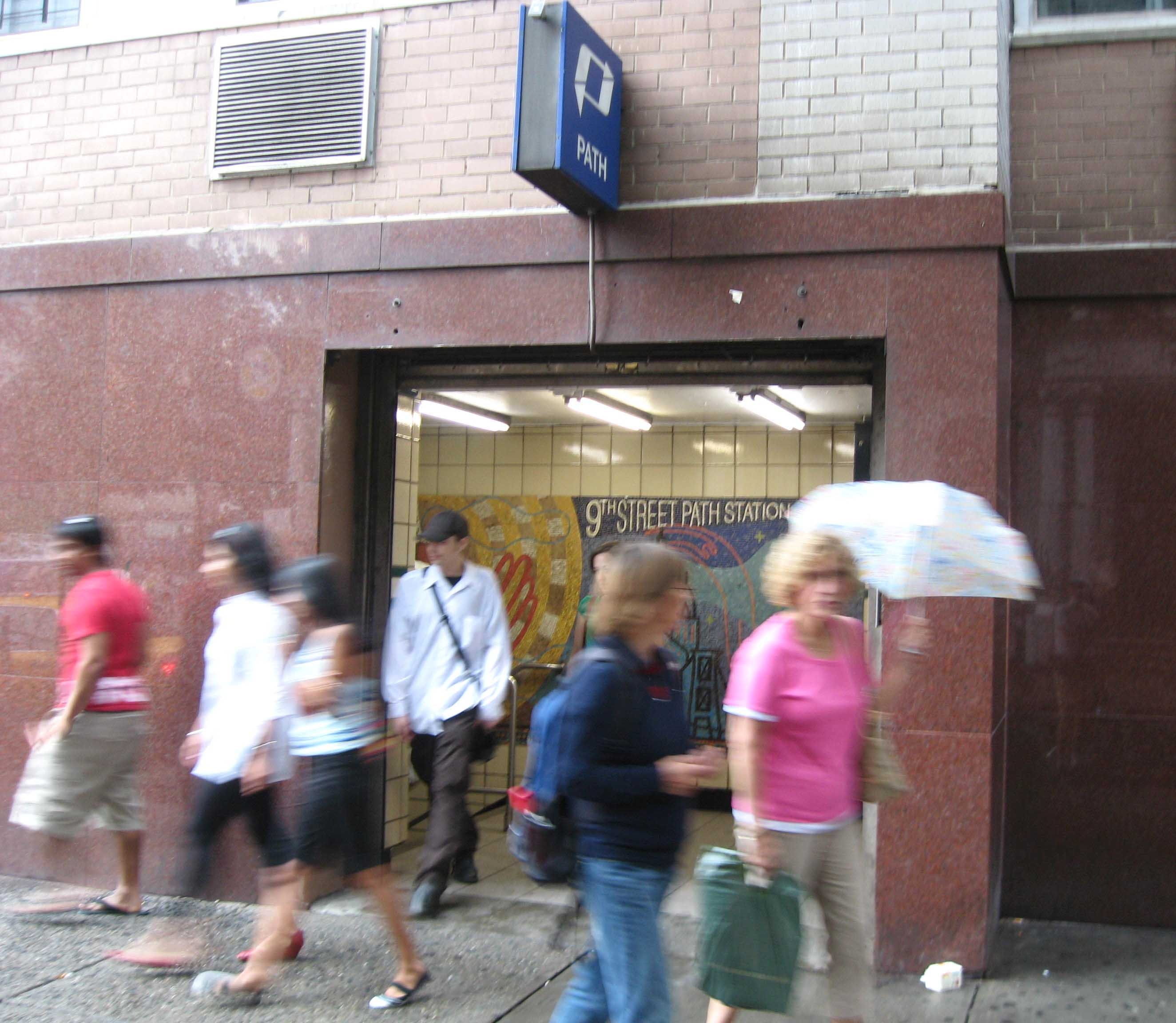
Straattoegang tot het station
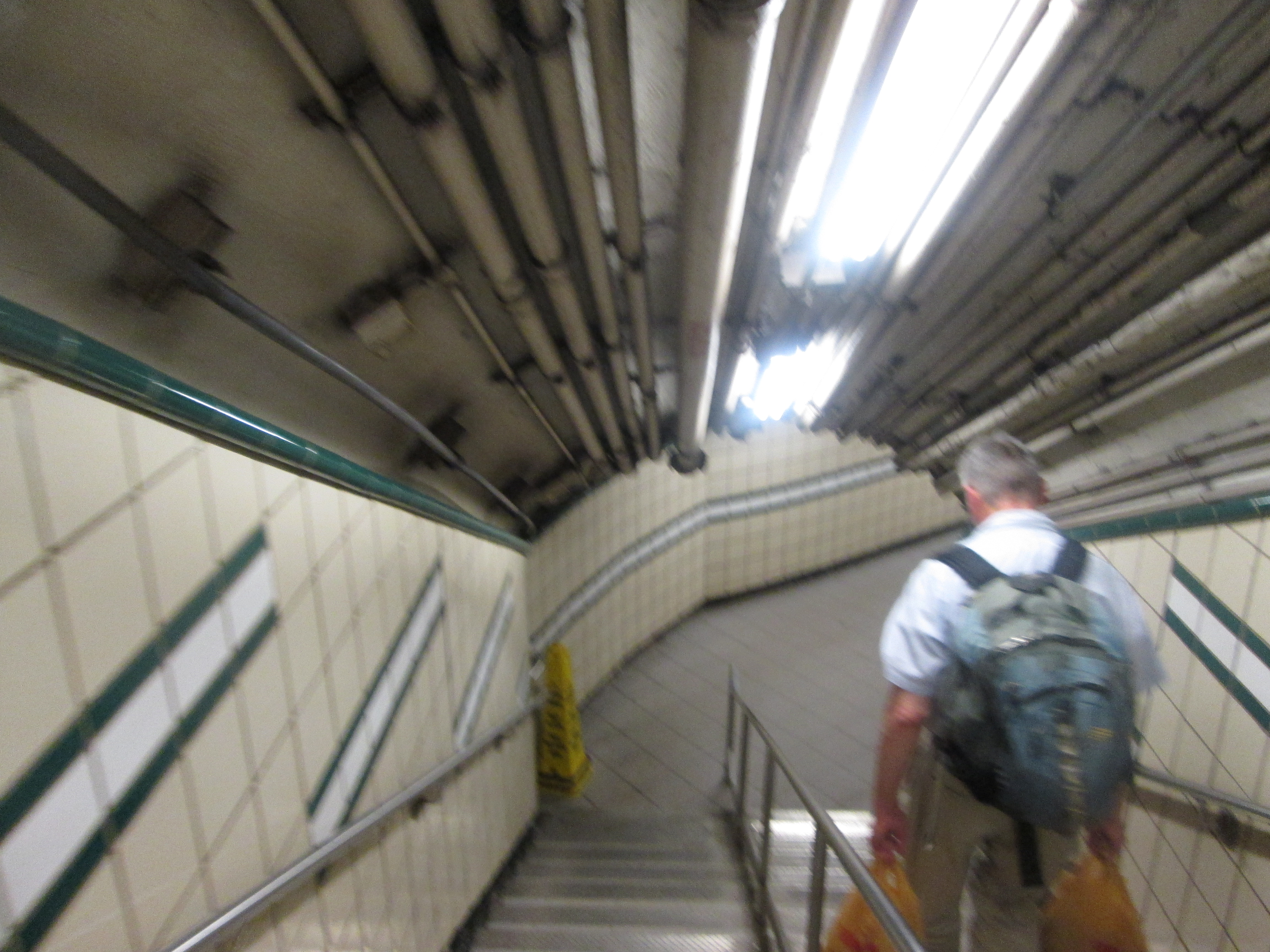
Trappen naar de perrons
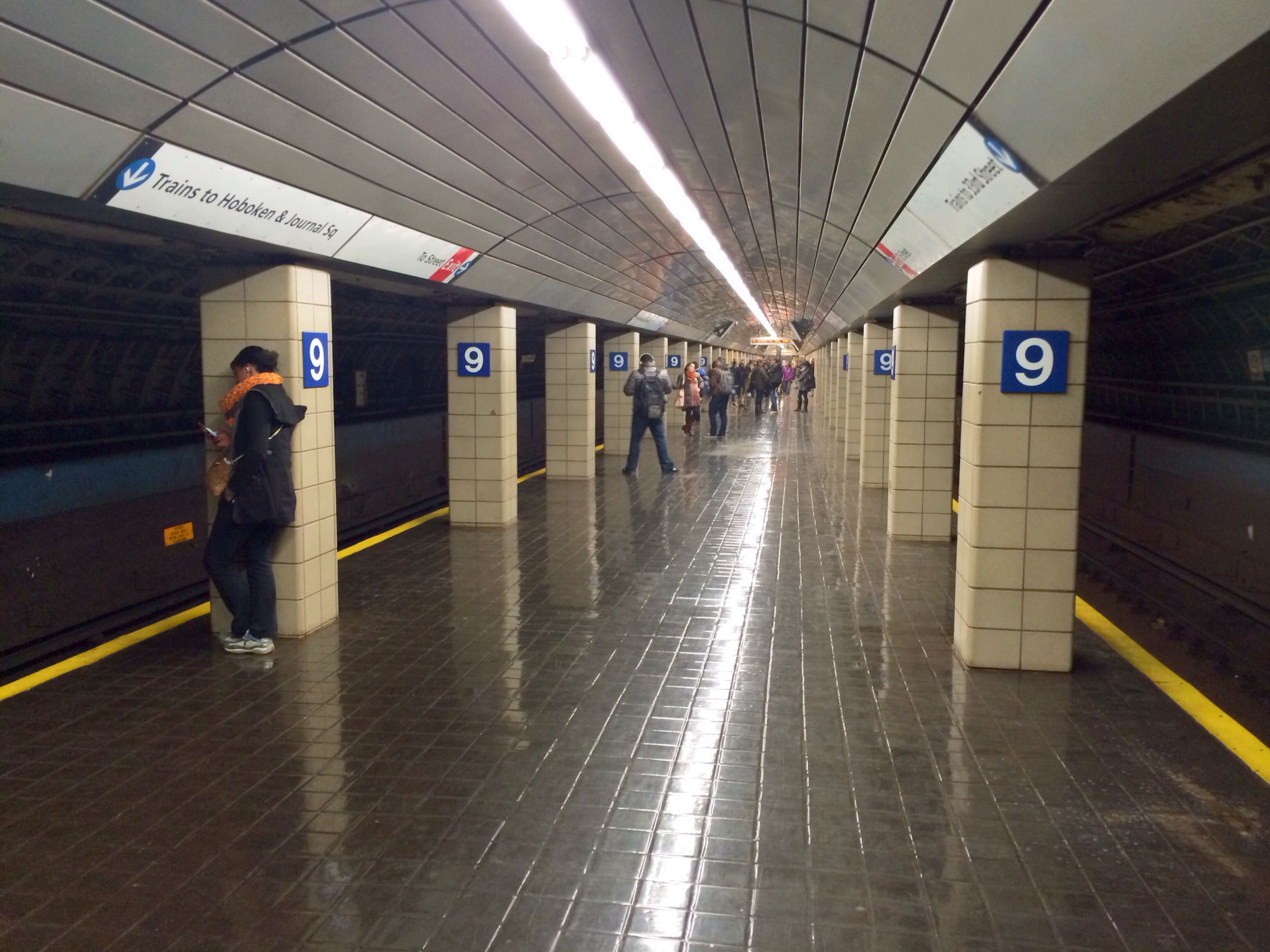
Eilandperron van het station